# Lista de gêneros da família Gobiidae
Esta é uma lista completa de géneros de cabozes (família Gobiidae):

## A
- Acanthogobius
- Acentrogobius
- Afurcagobius
- Akihito
- Akko
- Amblychaeturichthys
- Amblyeleotris
- Amblygobius
- Amblyotrypauchen
- Amoya
- Anatirostrum
- Aphia
- Apocryptes
- Apocryptodon
- Arcygobius
- Arenigobius
- Aruma
- Asterropteryx
- Astrabe
- Aulopareia
- Austrolethops
- Awaous

## B
- Babka
- Barbulifer
- Barbuligobius
- Bathygobius
- Benthophiloides
- Benthophilus
- Boleophthalmus
- Bollmannia
- Brachyamblyopus
- Brachygobius
- Bryaninops
- Buenia

## C
- Cabillus
- Caecogobius
- Caffrogobius
- Calamiana
- Callogobius
- Caragobius
- Chaenogobius
- Chaeturichthys
- Chasmichthys
- Chiramenu
- Chlamydogobius
- Chonophorus
- Chriolepis
- Chromogobius
- Clariger
- Clevelandia
- Corcyrogobius
- Coryogalops
- Coryphopterus
- Cotylopus
- Cristatogobius
- Croilia
- Cryptocentroides
- Cryptocentrus
- Crystallogobius
- Ctenogobiops
- Ctenogobius
- Ctenotrypauchen

## D
- Deltentosteus
- Didogobius
- Discordipinna
- Drombus

## E
- Ebomegobius
- Economidichthys
- Egglestonichthys
- Ego
- Elacatinus
- Eleotrica
- Enypnias
- Eucyclogobius
- Eugnathogobius
- Eutaeniichthys
- Evermannia
- Evermannichthys
- Eviota
- Evorthodus
- Exyrias

## F
- Favonigobius
- Feia
- Flabelligobius
- Fusigobius

## G
- Gillichthys
- Ginsburgellus
- Gladiogobius
- Glossogobius
- Gnatholepis
- Gobiodon
- Gobioides
- Gobionellus
- Gobiopsis
- Gobiopterus
- Gobiosoma
- Gobius
- Gobiusculus
- Gobulus
- Gorogobius
- Gymneleotris
- Gymnogobius

## H
- Hazeus
- Hemigobius
- Hetereleotris
- Heterogobius
- Hyrcanogobius

## I
- Ilypnus
- Istigobius

## K
- Karsten
- Kelloggella
- Knipowitschia

## L
- Larsonella
- Lebetus
- Lentipes
- Lesueurigobius
- Lethops
- Leucopsarion
- Lobulogobius
- Lophogobius
- Lotilia
- Lubricogobius
- Luciogobius
- Lythrypnus

## M
- Macrodontogobius
- Mahidolia
- Mangarinus
- Mauligobius
- Mesogobius
- Microgobius
- Millerigobius
- Mistichthys
- Mugilogobius
- Myersina

## N
- Nematogobius
- Neogobius
- Nesogobius

## O
- Obliquogobius
- Odontamblyopus
- Oligolepis
- Ophiogobius
- Oplopomops
- Oplopomus
- Opua
- Oxuderces
- Oxyurichthys

## P
- Padogobius
- Paedogobius
- Palatogobius
- Palutrus
- Pandaka
- Papuligobius
- Parachaeturichthys
- Paragobiodon
- Parapocryptes
- Paratrimma
- Parawaous
- Pariah
- Parkraemeria
- Parrella
- Pascua
- Periophthalmodon
- Periophthalmus
- Phyllogobius
- Platygobiopsis
- Pleurosicya
- Polyspondylogobius
- Pomatoschistus
- Ponticola
- Porogobius
- Potamischus
- Priolepis
- Proterorhinus
- Psammogobius
- Pseudapocryptes
- Pseudogobiopsis
- Pseudogobius
- Pseudorhinogobius
- Pseudotrypauchen
- Psilogobius
- Psilotris
- Pterogobius
- Pycnomma

## Q
- Quietula

## R
- Redigobius
- Rhinogobiops
- Rhinogobius
- Robinsichthys

## S
- Sagamia
- Scartelaos
- Schismatogobius
- Sicydium
- Sicyopterus
- Sicyopus
- Signigobius
- Silhouettea
- Siphonogobius
- Speleogobius
- Stenogobius
- Stigmatogobius
- Stiphodon
- Stonogobiops
- Sueviota
- Sufflogobius
- Suruga
- Synechogobius

## T
- Taenioides
- Tamanka
- Tasmanogobius
- Thorogobius
- Tomiyamichthys
- Triaenopogon
- Tridentiger
- Trimma
- Trimmatom
- Trypauchen
- Trypauchenichthys
- Trypauchenopsis
- Tryssogobius
- Tukugobius
- Typhlogobius

## V
- Valenciennea
- Vanderhorstia
- Vanneaugobius
- Varicus

## W
- Wheelerigobius

## Y
- Yongeichthys

## Z
- Zappa
- Zebrus
- Zosterisessor